# Nova Iguaçu de Goiás
Nova Iguaçu de Goiás este un oraș în Goiás (GO), Brazilia.